# Мукаи, Баккожа Сейдинулы
Баккожа Сейдинулы Мукай (каз. Баққожа Сейдінұлы Мұқай; 31 января 1948, Райымбекский район, Алматинская область, Казахская ССР, СССР — 8 января 2008, Алма-Ата) — советский и казахский писатель, прозаик, драматург, публицист, журналист. Лауреат Государственной премии Республики Казахстана в области литературы и искусства (2000 года).

## Биография
Родился 1948 года в ауле Нарынкол Райымбекского района Алматинской области. Происходит из рода албан Старшего жуза.
В 1971 году окончил факультет журналистики Казахского государственного университета.
Трудовую деятельность начал в 1965 году редактором Кегенской районной газеты «Коммунизм нуры» (ныне «Хантәңірі»).
С 1970 по 1988 годы — работал в журналах «Билим жане енбек», «Жулдыз», в аппарате Союза писателей Казахстана.
С 1990 по 1995 годы — главный редактор репертуарно-редакционной коллегии, начальник управления Министерства культуры Республики Казахстан.
С 1995 года до конца жизни — главный редактор общественно-политического, литературно-художественного, иллюстрированного журнала «Парасат».
Скончался 8 января 2008 года.

## Творчество
Баккожа Мукаи — автор романов «Одинокий путник» и «Омирзая», а также прозаических книг «Когда идет дождь», «Течение жизни», «Песня лебедя», «Беспокойное лето», «Бренная жизнь», «Ночь предопределения», «Первая любовь», «Семь ветров», «Сказочное завтра».
Его произведения переведены на таджикский, кыргызский, белорусский, якутский, татарский, башкирский, русский, узбекский, каракалпакский, туркменский, корейский языки.
На русском языке выходили в свет его книги «Водоворот» (1984), «Белая птица» (1988). Его пьесы «Водоворот», «Прощай моя сказка», «Джентльмены удачи», «За чужую жизнь», «Бренный мир», «Конец света», «Цветы для Раушан», «Ночь предопределения», «Бренная жизнь» были поставлены во многих театрах Казахстана и за рубежом.
Писатель перевел на казахский язык ряд произведений зарубежных писателей.

## Награды и звания
- 1982 — Премия Ленинского комсомола Казахстана за сборник повестей «Белая птица» и пьесу «Прощай, моя сказка»[5].
- 1995 — Литературная премия Кыргызской Республики.
- 2000 — Государственная премия Республики Казахстан в области литературы и искусства за роман «Омирзая»[6].
- 2006 — Указом Президента Республики Казахстан от 7 декабря 2006 года награждён Орденом «Парасат» за большой вклад в национальную литературу, прозу[7].